# Статуя Свободы (Будапешт)
Статуя свободы (венг. Szabadság-szobor) — монумент работы Жигмонда Кишфалуди-Штробля, воздвигнутый в 1947 году на горе Геллерт в Будапеште, столице Венгрии.
Первоначально монумент дополняла 6-метровая бронзовая скульптура советского воина с автоматом ППШ-41 на груди и знаменем, прототип — В. М. Головцов. Надпись на постаменте гласила: «В память о советских героях-освободителях от благодарного венгерского народа. 1945». После перехода Венгрии к демократии в 1992 году фигуру солдата перенесли в парк Мементо. Новая надпись на монументе гласит: «В память всех тех, кто пожертвовал свои жизни ради независимости, свободы и процветания Венгрии.»

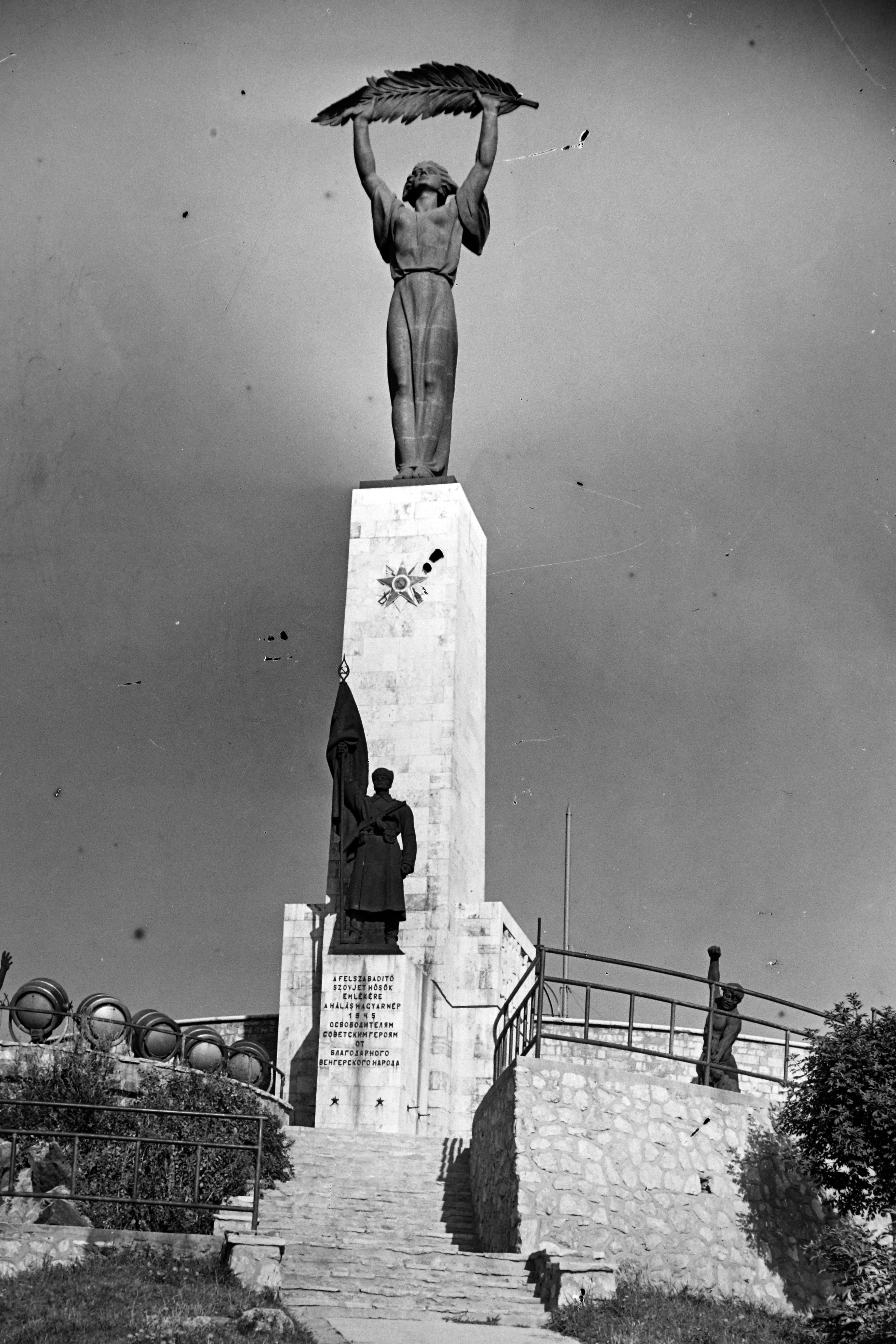
Статуя Свободы в 1953 году
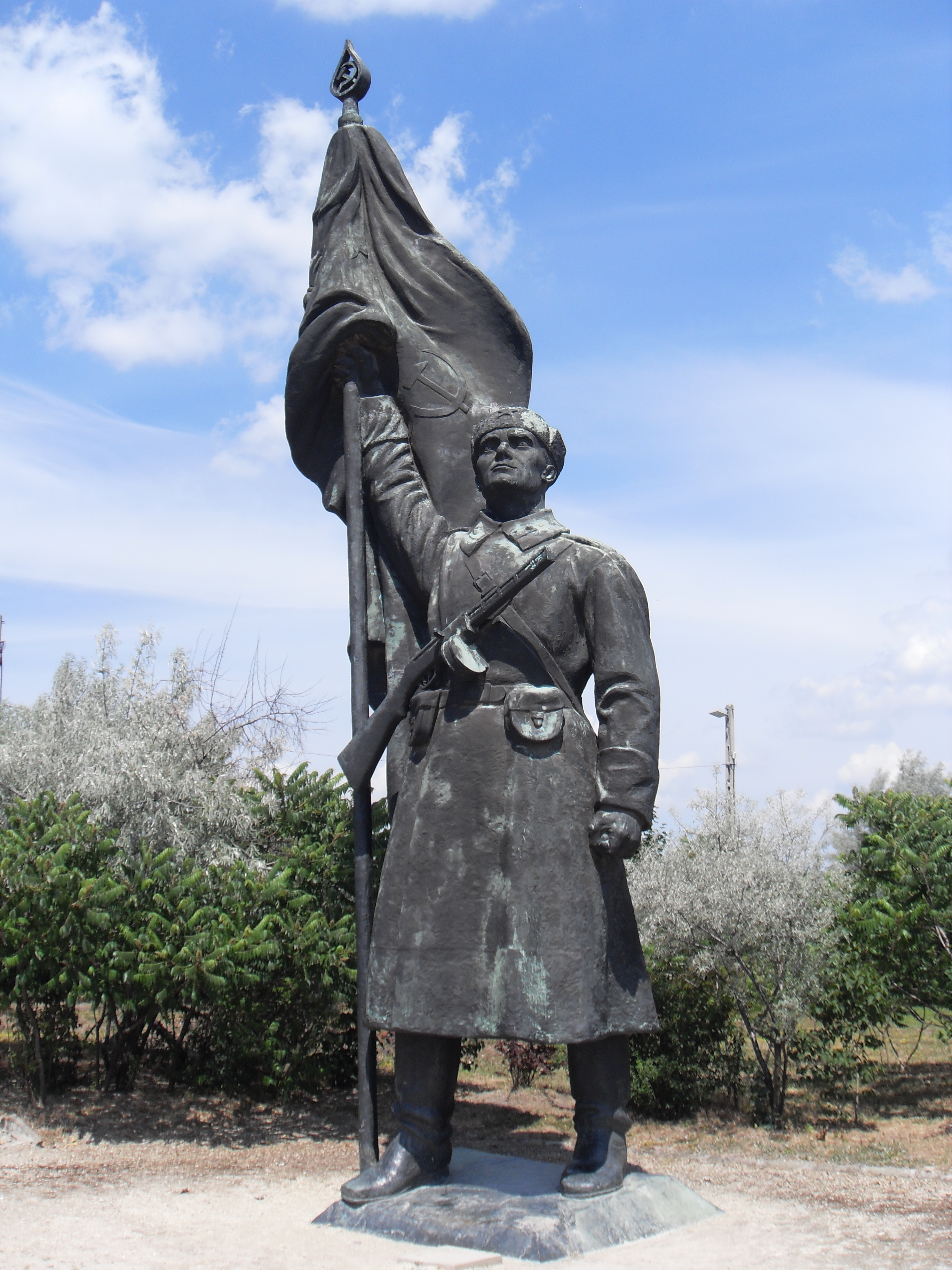
Статуя красноармейца в парке Мементо. Прототип — В. М. Головцов

## галерея

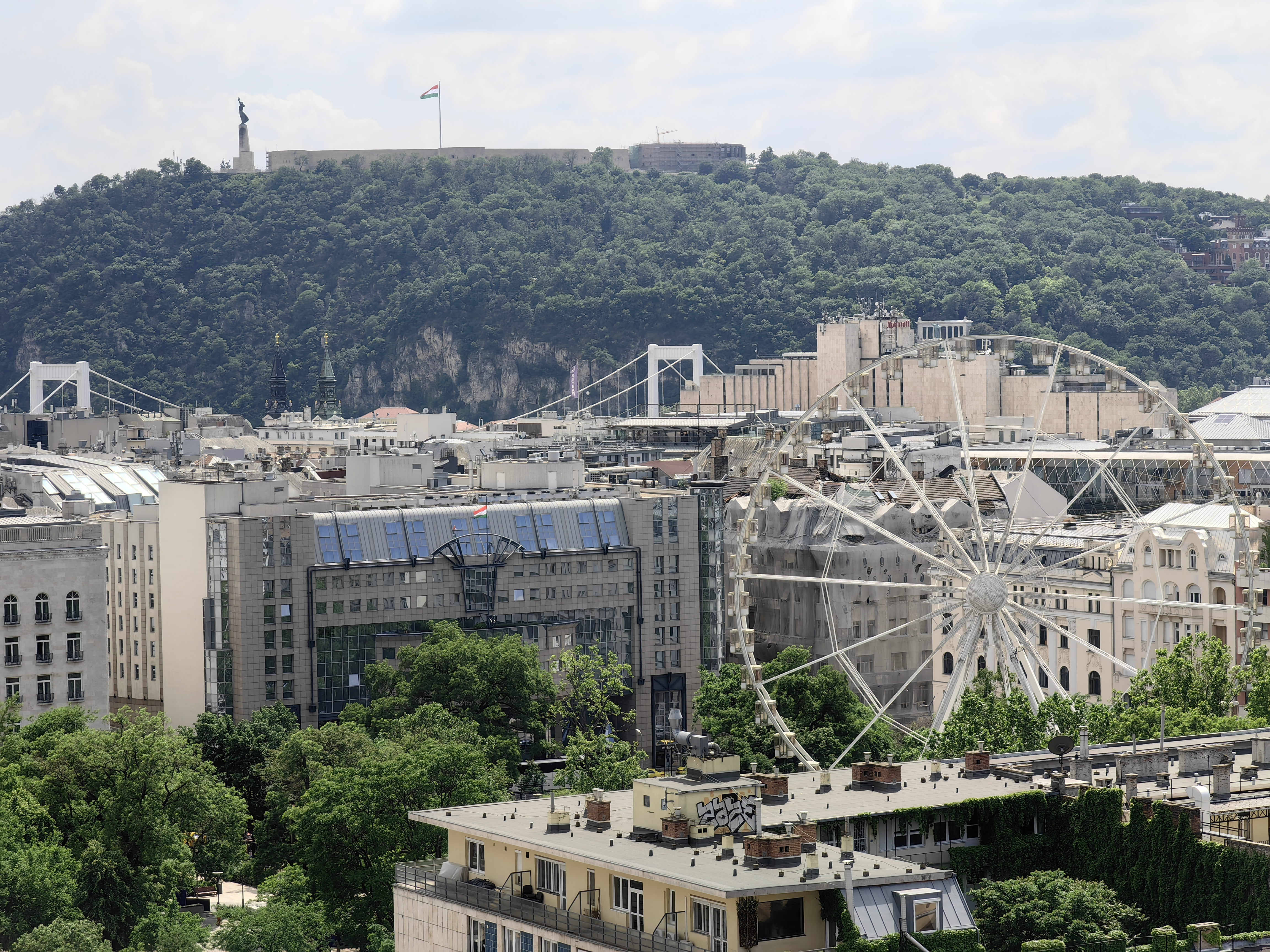
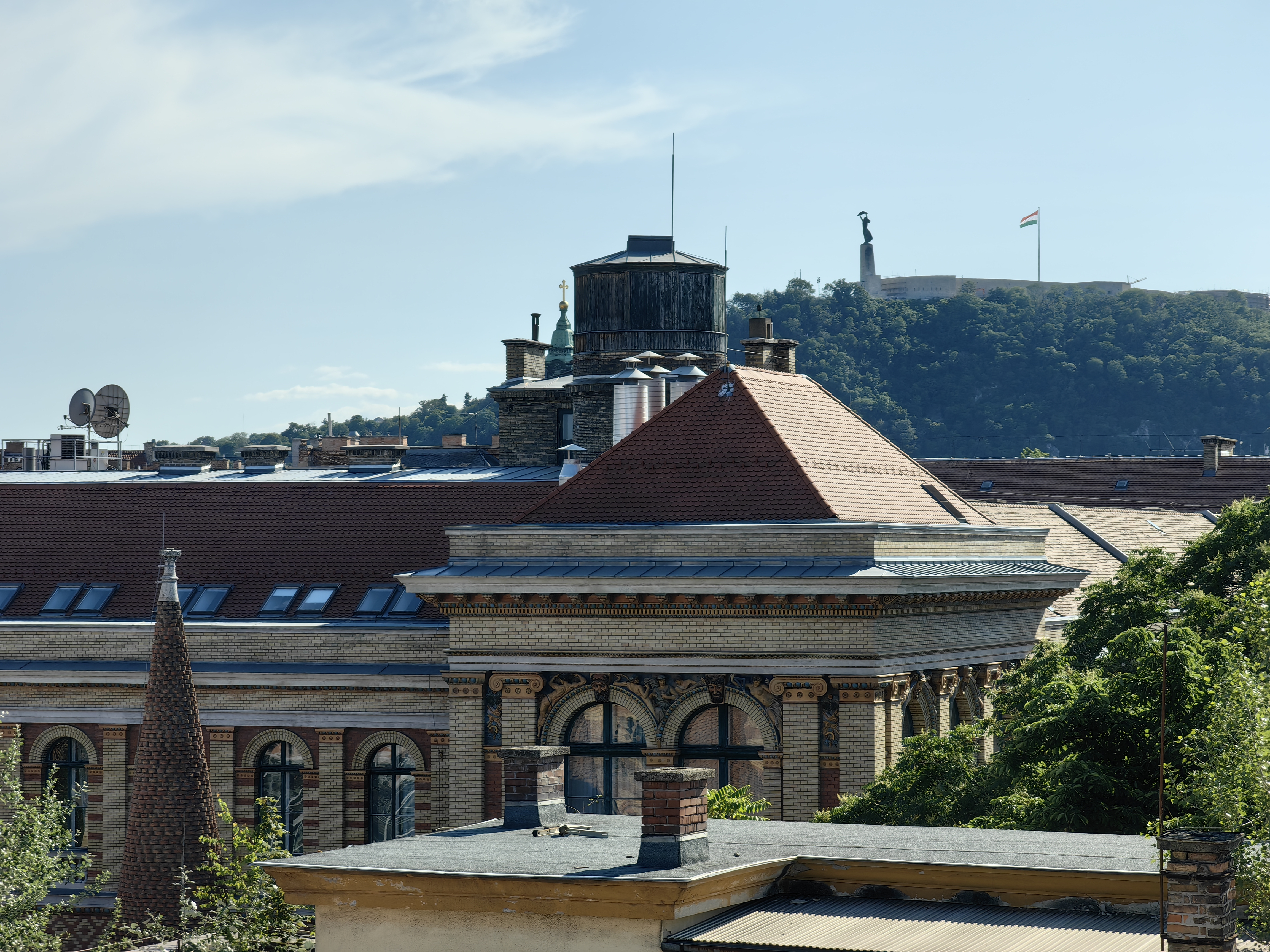
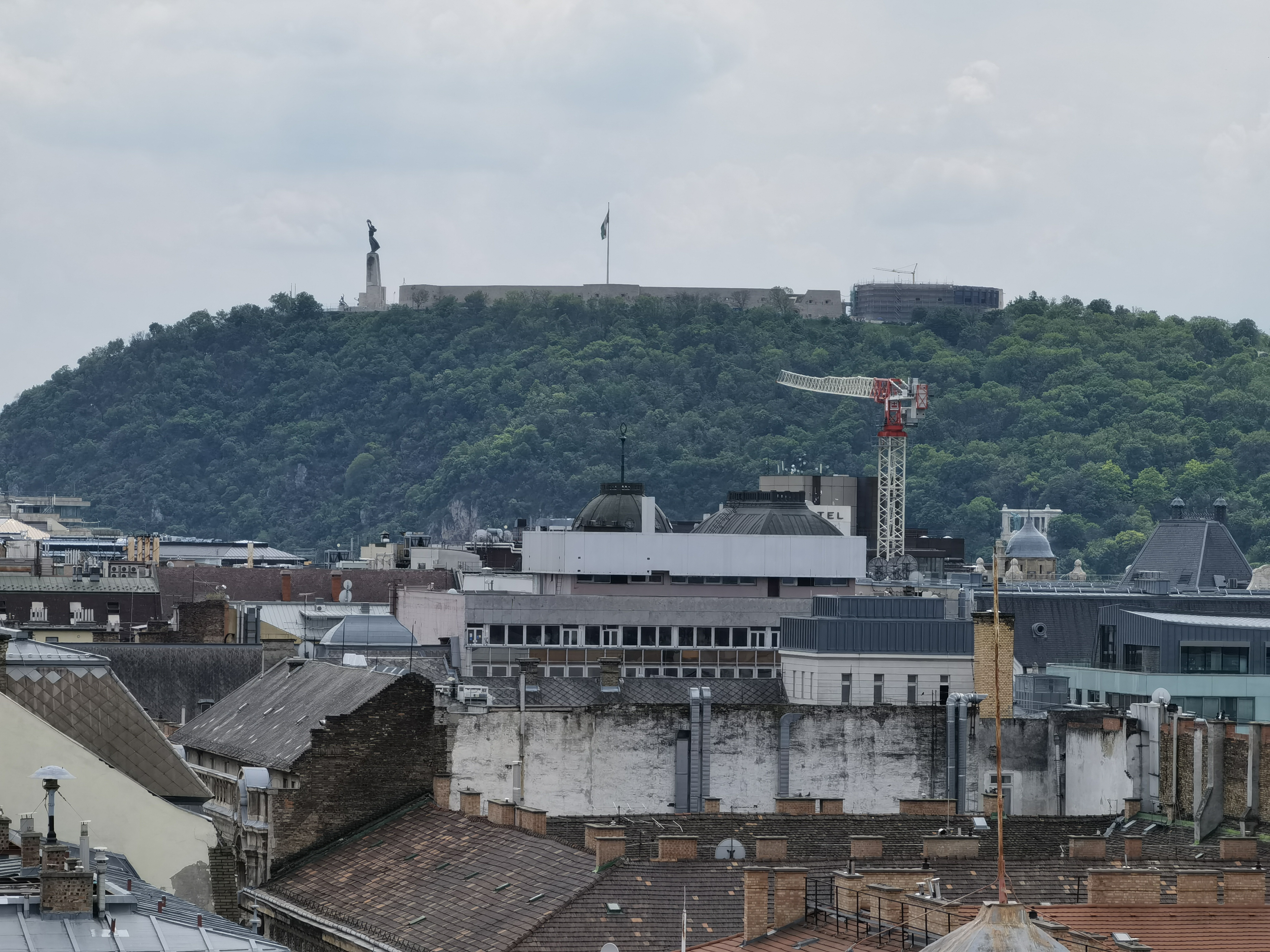
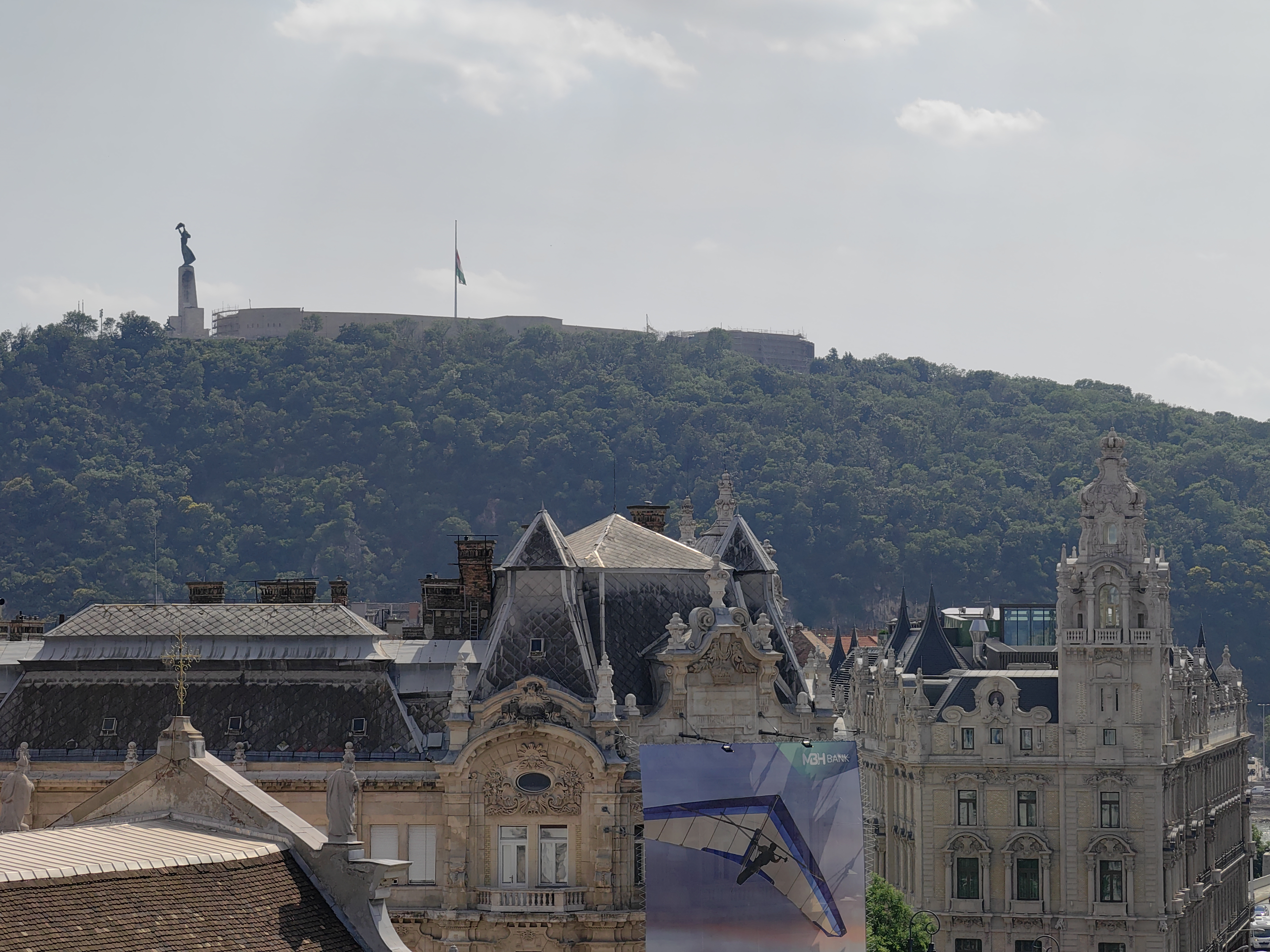
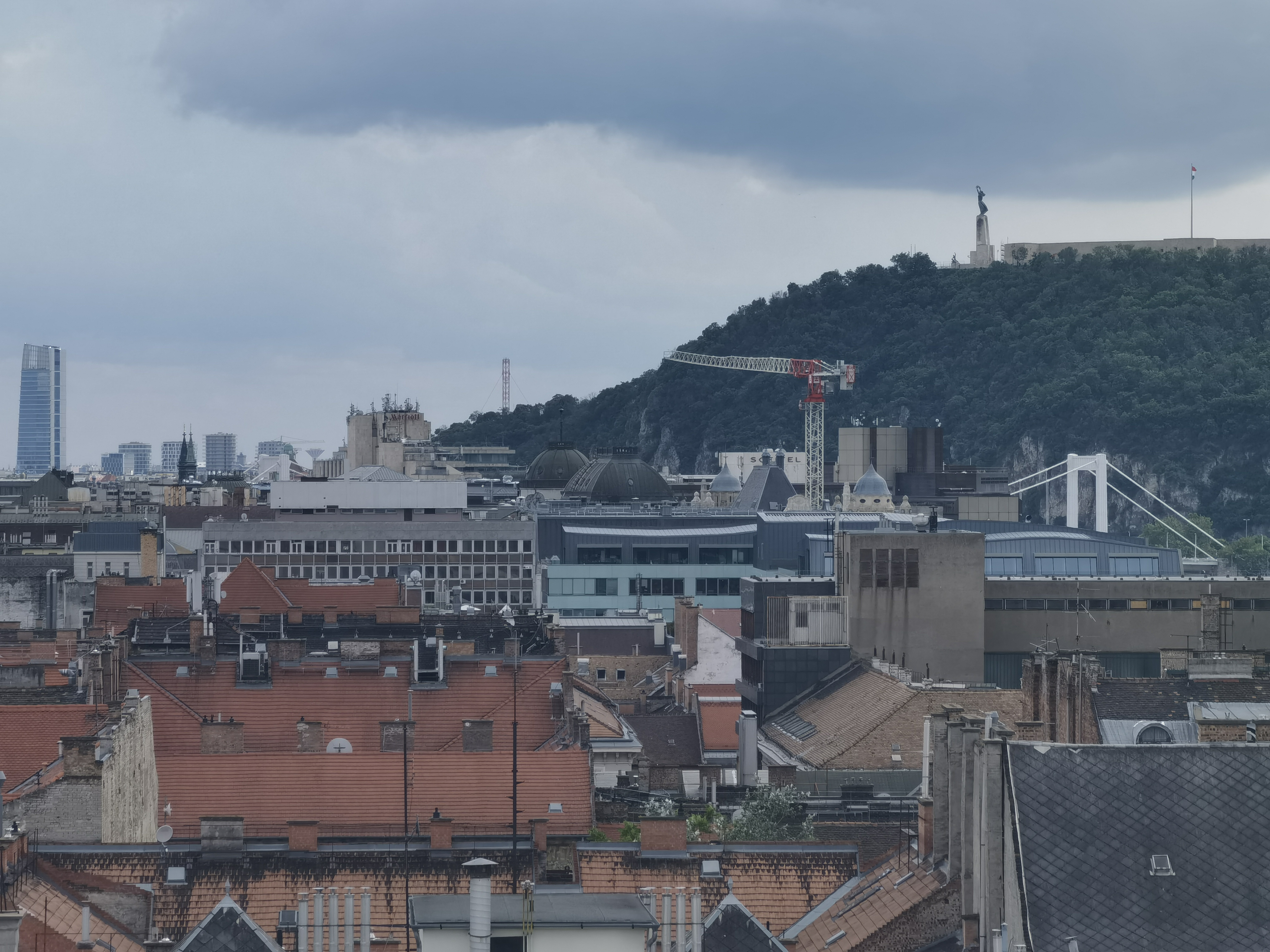
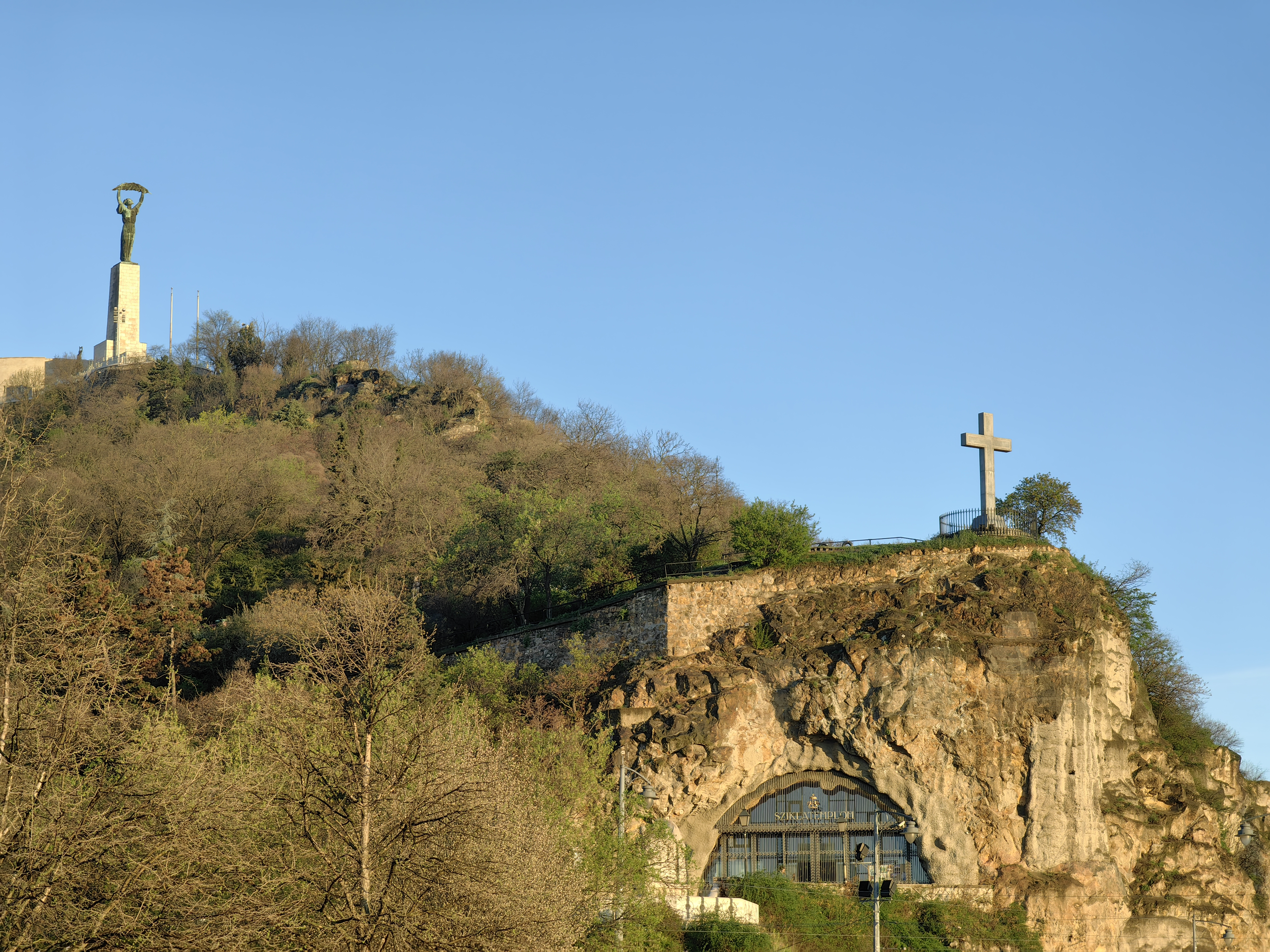
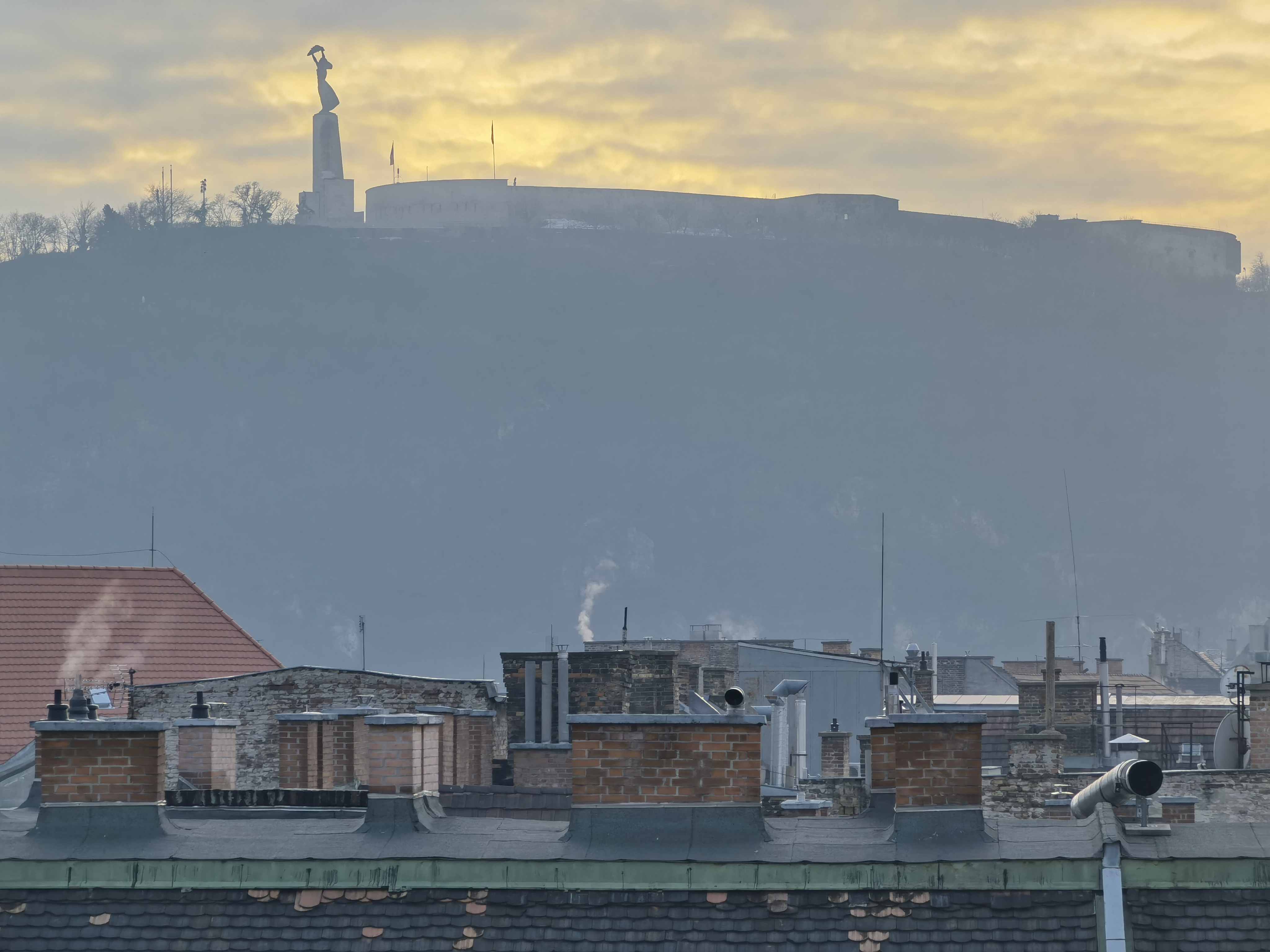
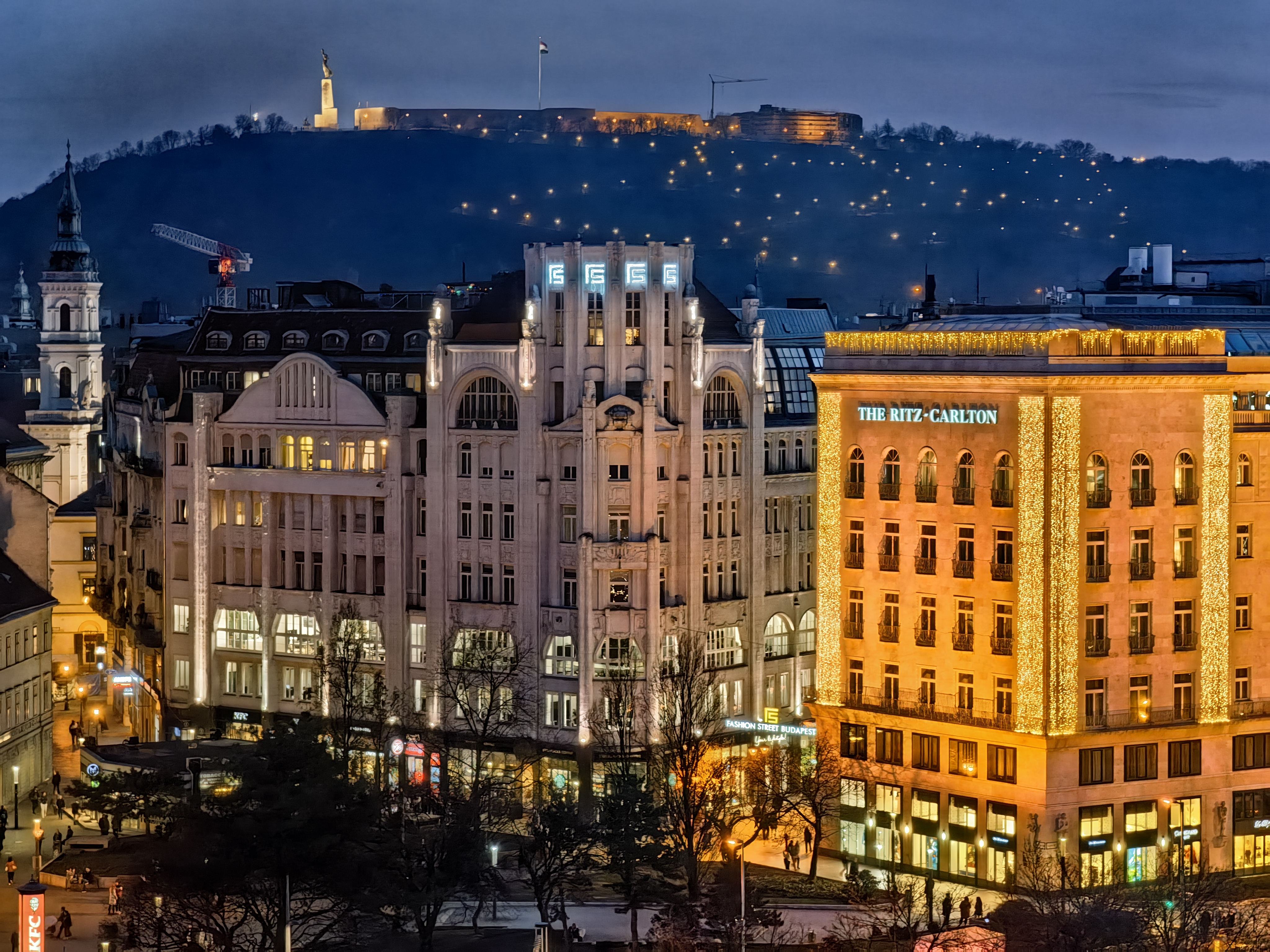
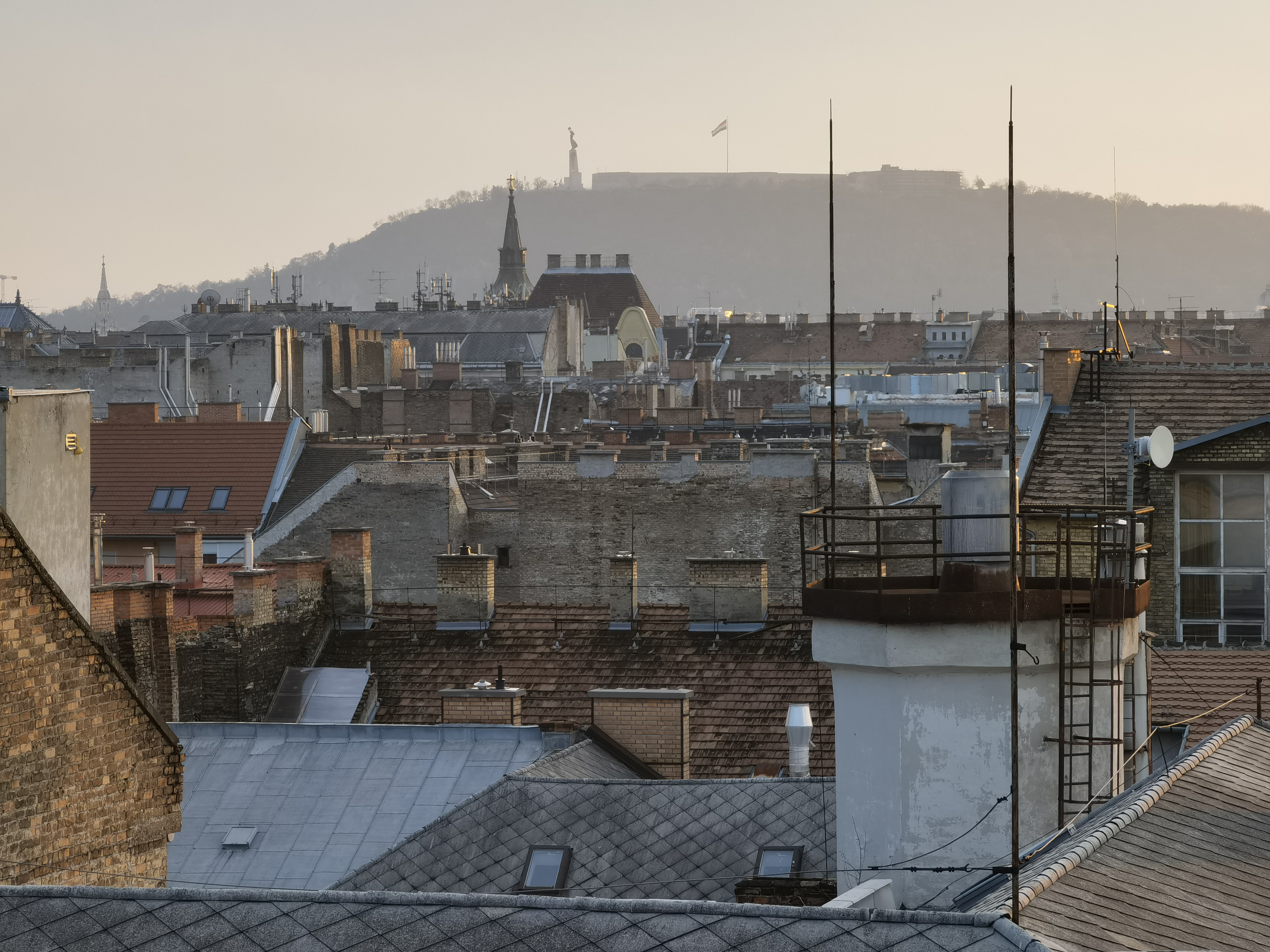
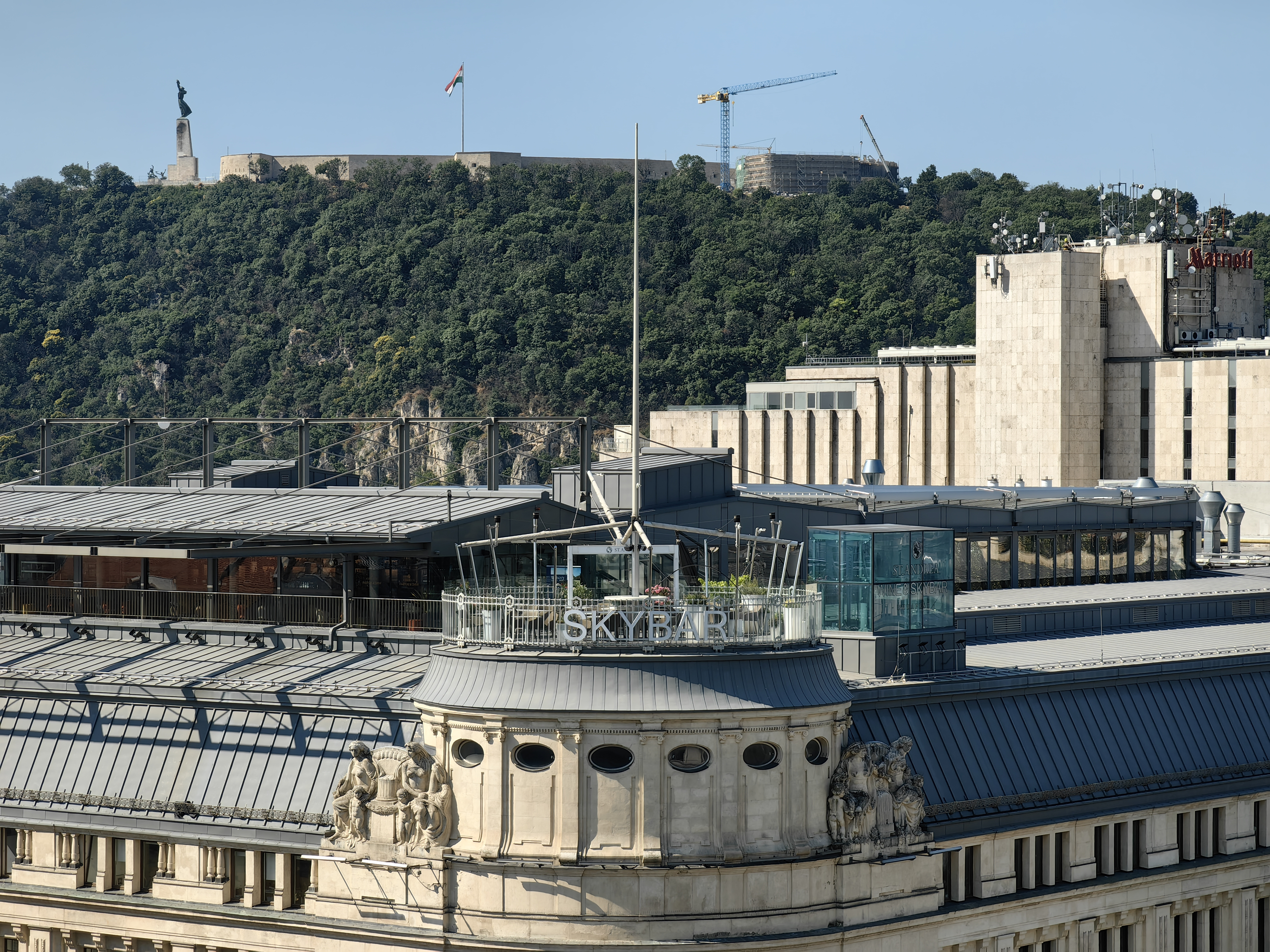
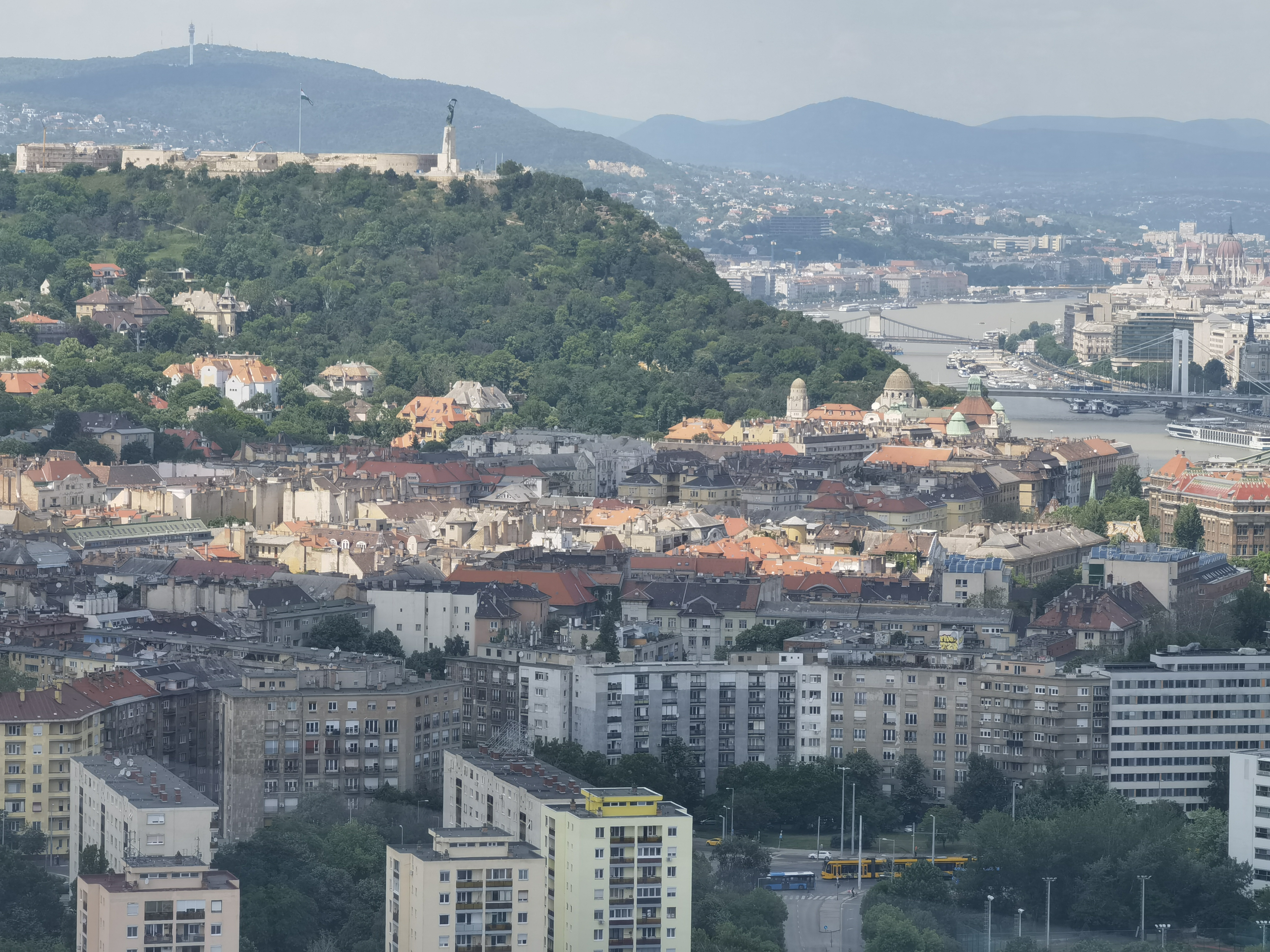
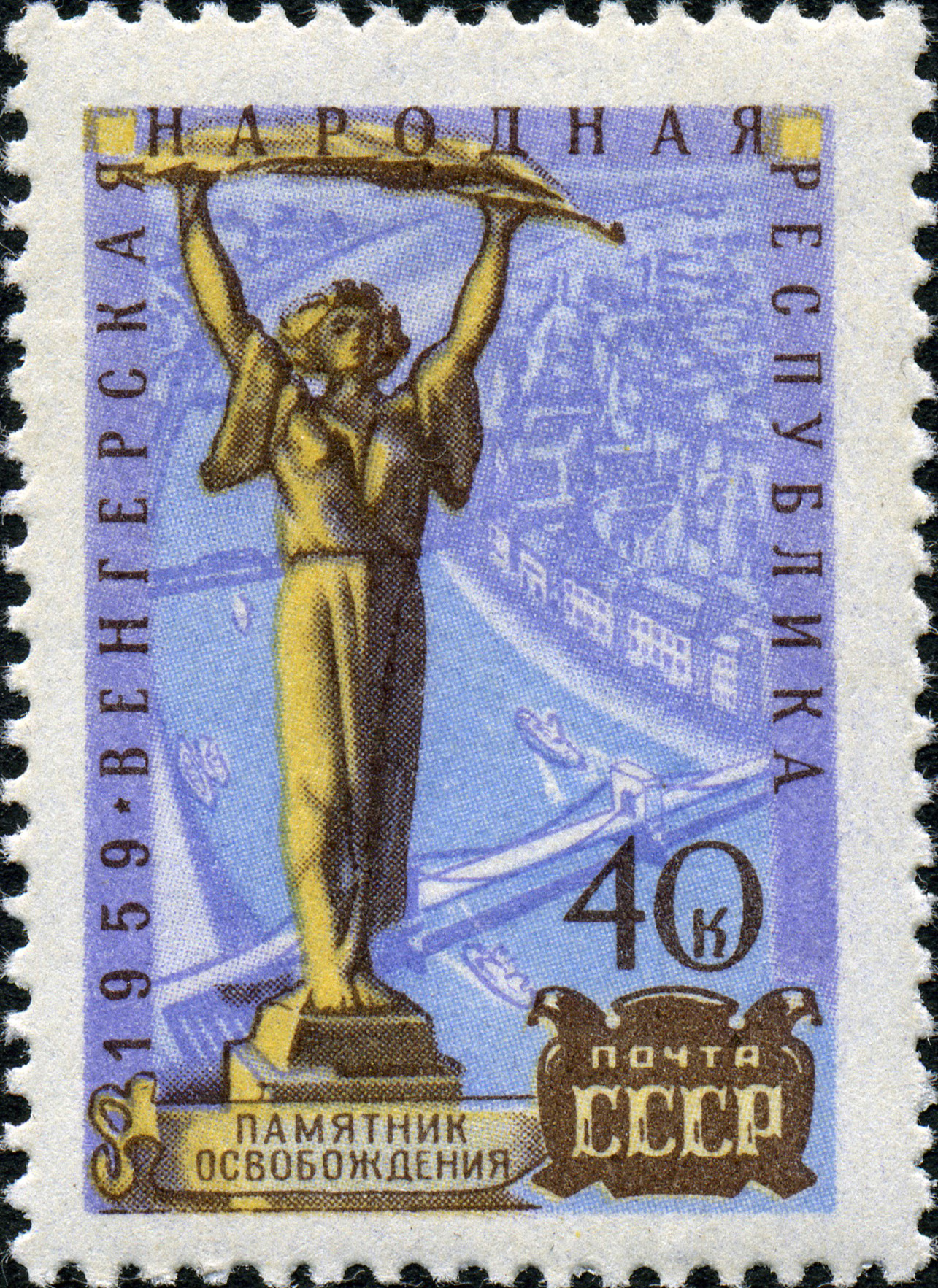
Почтовая марка СССР, 1959 год